# Řehlovice
Řehlovice è un comune della Repubblica Ceca facente parte del distretto di Ústí nad Labem, nella regione omonima.